# Tolerance (album)
Tolerance – album studyjny Deutsch Nepal, wydany w 1994 roku przez wytwórnię Staalplaat. 

## Lista utworów
1. "Horses Give Birth to Flies" - 7:54
2. "Tolerance 1" - 2:25
3. "Manual to Utilization" - 6:03
4. "Tolerance 2" - 2:59
5. "The Eagles Gift" - 13:39
6. "Tolerance 3" - 4:48
7. "Nonexistance" - 10:14
8. "Tolerance 4" - 2:07
9. "Chip Chop" - 7:11
10. "End of Tolerance" - 3:36
11. "Deathmanners" - 0:07